# 一带一路
丝绸之路经济带和21世纪海上丝绸之路，简称一带一路（英語：The Belt and Road Initiative），是中华人民共和国政府于2013年倡议并主导的跨国经济带，投資近70個國家和國際組織。其范围涵盖中国历史上丝绸之路和海上丝绸之路行經的中國大陸、中亚、北亚和西亚、印度洋沿岸、地中海沿岸、南美洲、非洲、大西洋地區的重大開發計畫。

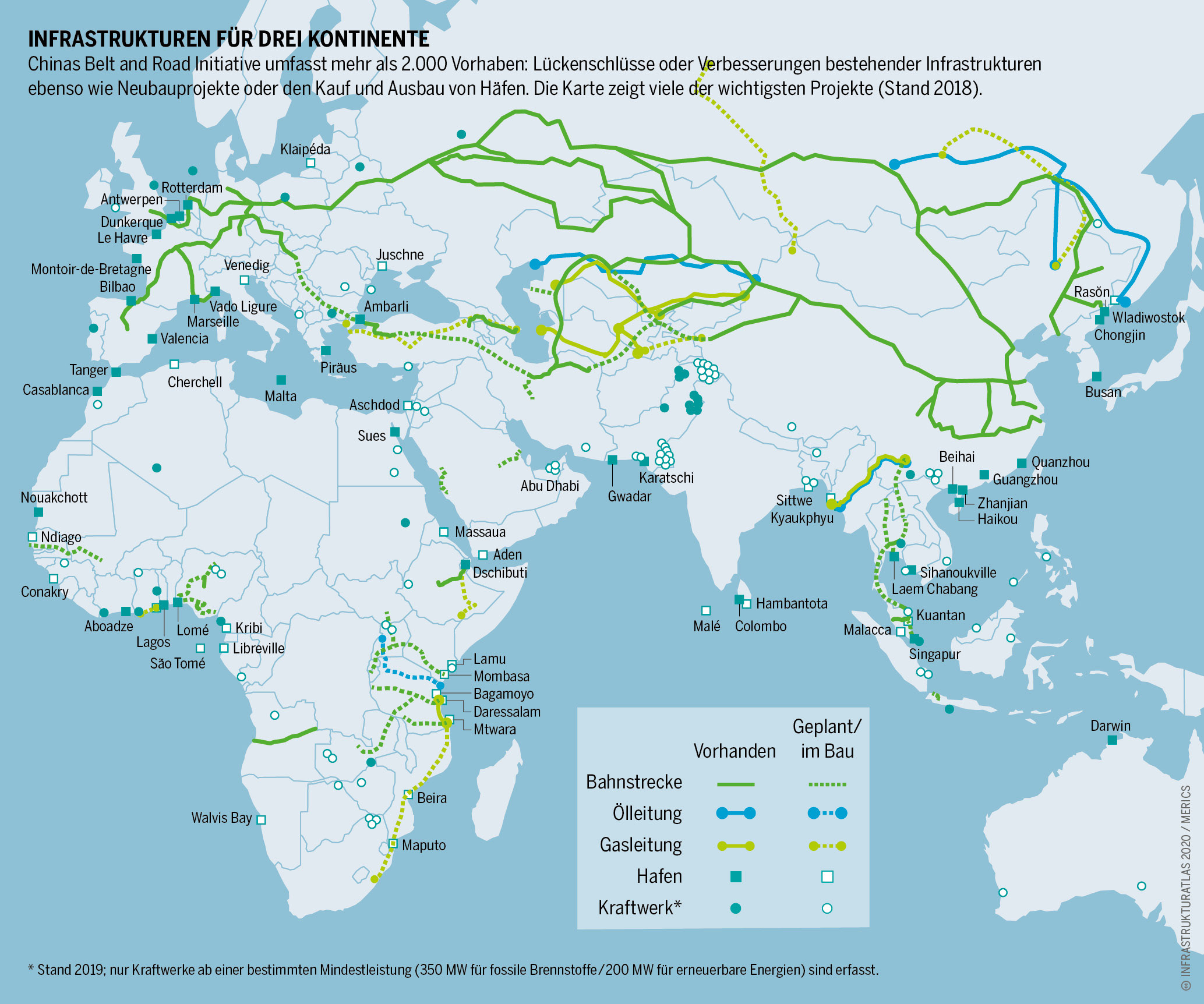
一帶一路构想（2018年）

「一帶一路」被視為中共中央总书记习近平「大國外交」戰略的核心組成部分，尋求根據其不斷上升的實力和地位，在全球事務中發揮更大的領導作用。中華人民共和國政府稱該倡議是「旨在加強區域互聯互通，擁抱更美好的未來」。該項目的目標完成日期為2049年，正是中華人民共和國建國百年。
根據美國維吉尼亞州的威廉與瑪麗學院的對外援助資料庫AidDate在2023年11月發布的報告，中國在「一帶一路倡議」框架下向沿線國家出借的款項高達一萬一千億美元。其中80%的款項都在財政困難國家。自2018年起，中國政府調整政策，「一帶一路倡議」框架下的投資規模明顯縮小。中國的角色已從全球最大的雙邊貸款國轉變為最大的債務催收國。

## 背景
官方聲言，新疆和福建會成為“一帶一路”的最大贏家，並獲得前所未有的發展機遇。福建獲批21世紀海上絲綢之路核心區。新疆被定位為“絲綢之路經濟帶核心區”。同時亦包括江蘇、浙江、福建、廣東、海南及山東6個沿海省份。

### 絲綢之路經濟帶
「絲綢之路經濟帶」簡稱“一帶”，是中共中央总书记習近平和中华人民共和国国务院总理李克強外訪時向各國推廣的區域經濟合作戰略。从中國大陸出发，沿著陸上絲綢之路以歐洲為終點：一是经中亚、俄罗斯到达欧洲；二是新疆经巴基斯坦到印度洋、中亚與西亚到达波斯湾和地中海沿岸。中國大陸試圖與這些國家及地區發展新的经济合作伙伴关係，計劃加強沿路的基礎建設，也計劃消化中國大陸過剩的產能與勞動力、保障中國大陸的能源（如哈薩克石油）與糧食供給，並帶動西部地區的開發。「一帶」連接亞太地區与欧洲，中間經過的中亞地區，像上海合作组织中的中國大陸、俄罗斯、哈萨克斯坦、吉尔吉斯斯坦、塔吉克斯坦和乌兹别克斯坦都在丝绸之路上，其他5個觀察員及3個對話夥伴也在絲綢之路沿線，絲綢之路經濟帶的核心區域包括西北的新疆、青海、甘肅、陝西、寧夏，西南的重慶、四川、廣西、雲南。

### 21世紀海上絲綢之路

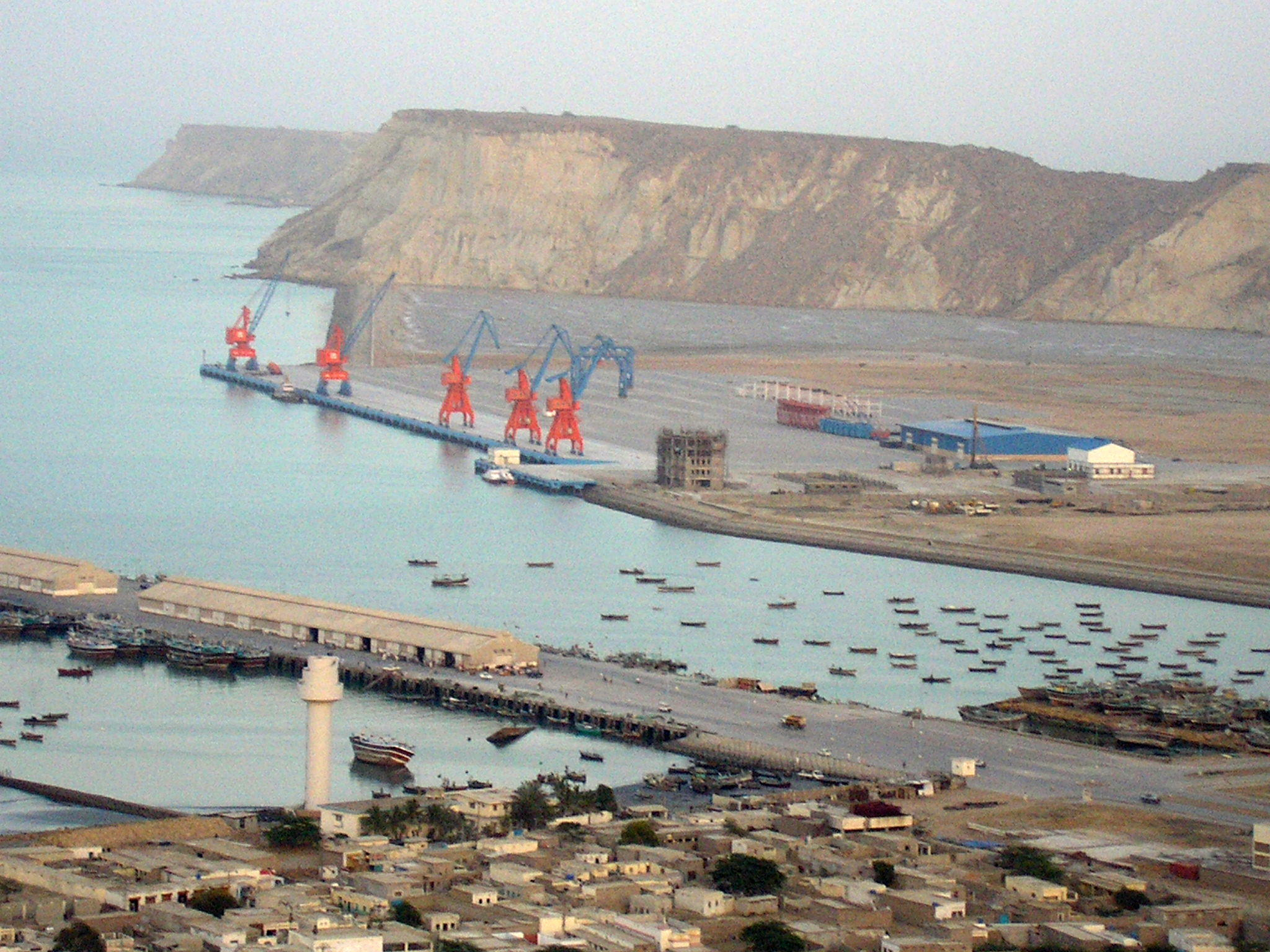
位於巴基斯坦的瓜达尔港

「21世紀海上絲綢之路」簡稱“一路”，則是沿著海上丝绸之路。自中國大陸由沿海港口过南海到印度洋，延伸至欧洲，或是从中國大陸沿海港口过南海到南太平洋。21世纪海上丝绸之路的主要航点包括：泉州、福州、广州、海口、北海、河内、吉隆坡、雅加达、科伦坡、加尔各答、内罗毕、雅典、威尼斯。以發展中國大陸和东南亚、南亚、中东、北非及欧洲各國的经济合作。21世纪海上丝绸之路，是2013年10月習近平访问东盟时提出的战略构想，着眼于与东盟建立战略伙伴十周年这一新的历史起点，为进一步深化雙方合作，提出“21世纪海上丝绸之路”的战略构想。

## 发展

### 倡议提出
2013年9月，中共中央总书记习近平到访哈萨克斯坦，提出共同建设“丝绸之路经济带”。習近平在同年10月於印度尼西亚国会演讲时提出共同建设21世纪“海上丝绸之路”。同年11月召开的中共十八屆三中全會把“一带一路”升级为国家战略。
2015年2月1日，由中共中央政治局常委、国务院副总理张高丽领导的推进“一带一路”建设工作领导小组正式成立。首任组长为張高麗，副组长为王沪宁、汪洋、杨晶、杨洁篪。
同年3月，中华人民共和国国务院总理李克强在亚洲和欧洲訪問時進一步推廣“一带一路”，並将其寫進政府工作报告中。28日，国务院授权国家发改委、外交部、商务部等三部委联合发布《推动共建丝绸之路经济带和21世纪海上丝绸之路的愿景与行动》白皮书。

### 丝路基金的设立
中華人民共和國政府出資400亿美元，於2014年成立丝路基金以推動亞洲地區經濟發展。基金將向「一帶一路」沿線國家的基建、開發、產業合作等項目提供融資。2017年，习近平再宣布向该基金增资1,000亿人民幣。

### 亚投行的成立

亚洲基础设施投资银行签约方和正式批准的成员
域内签约方
域内正式成员
域外签约方
域外正式成员

2013年10月2日，中共中央总书记、中華人民共和國主席习近平在雅加达與時任印度尼西亞總統苏西洛·班邦·尤多约诺举行会谈，習近平倡議筹建亚洲基础设施投资银行，促进本地区互联互通建设和经济一体化进程，向包括东南亚国家联盟在内的本地区发展中国家的基础设施建设提供资金。同月，中华人民共和国国务院总理李克强出访东南亚时，紧接着再提出筹建亚投行的倡议。
2014年10月24日，中華人民共和國、印度、新加坡等21国在北京正式签署《筹建亚投行备忘录》。
2015年3月12日，英国率先報名加入亚投行的意向创始成员。次日瑞士也提出申请意願，随后，法国、意大利、德国等发达国家也表態跟進。韩国、俄罗斯等域內国家和巴西也在申请截止日期3月31日前相繼申请加入意向創始成員。
2016年1月16日至18日，亚洲基础设施投资银行的开业仪式在北京举行，16日上午在北京钓鱼台国宾馆，中共中央总书记、中華人民共和國主席习近平出席亚投行的开业仪式并致辞，分别致辞的还有亚投行行长金立群，金立群表示，亚投行的核心价值观是“精干、廉洁和绿色”。同日下午，中共中央政治局常委、中華人民共和國国务院总理李克强出席亚投行理事会成立大会并致辞。在亚投行理事会成立大会第一部分议程中，中华人民共和国财政部部长楼继伟被选举为首届理事会主席。

### 中巴经济走廊
中國大陸與巴基斯坦合作开展了一系列的大型工程計劃，长达3,000公里，投资460亿美元。也将成为一带一路的枢纽和旗舰项目。
2013年8月27日，中巴经济走廊秘书处在巴基斯坦首都伊斯兰堡设立。2014年2月，巴基斯坦总统马姆努恩·侯赛因在对中国大陸的国事访问中讨论了相关议题。两个月后，巴基斯坦总理納瓦茲·謝里夫同中华人民共和国国务院总理李克强会面讨论了项目的计划。2014年11月8日，在中华人民共和国国务院总理李克强与巴基斯坦总理谢里夫的共同见证下，中華人民共和國国家发展改革委副主任、国家能源局局长吴新雄与巴基斯坦水电部常秘穆罕默德·尤尼斯·达加签署《中巴经济走廊能源项目合作的协议》。
2015年4月20日，在习近平访问巴基斯坦期间，雙方签署了总共51个项目的合作协议和备忘录。
2016年11月13日，瓜达尔港正式運營。時任巴基斯坦總理謝里夫主持開幕禮時，形容「這一天是新時代的黎明」。這一儀式也標誌著聲名遠播的中巴經濟走廊（CPEC）的啟動——這是指一系列中國與巴基斯坦合作的大型工程計劃，覆蓋地區綿延2000公里，也是中國「一帶一路」戰略計劃的樞紐和旗艦項目。
2017年4月，为对接“一带一路”建设，巴基斯坦当局计划在中巴经济走廊项下建设九个工业园。以利用巴基斯坦的资源和劳动力优势，吸引中国大陸劳动密集型产业的转移，培育巴基斯坦的产业集群。5月，中国大陸投资500亿美元，在巴基斯坦印度河流域建设5个水库。建成的水电站可释放的电能占巴基斯坦全国水电总量的2/3。此外，雙方还积极推动瓜达尔-新疆公路走廊建设，在配套的港口和高速公路建成后，巴基斯坦可以直接向中国西北地区输送海鲜等内陆地区少见的商品，巴基斯坦政府预计相关贸易可带来约80亿美元的产值。
2017年5月，中巴双方在伊斯兰堡签署水利合作备忘录。根据备忘录，中方将投资建设印度河流域的5个水库项目，其中包括印巴争议的克什米尔地区最大水坝迪阿莫-巴沙大壩。该水坝项目的融资请求此前接连遭到世界银行、亚洲开发银行拒绝，巴方其后与中国大陸进行合作。但同年11月，巴基斯坦政府又宣布拒绝中国大陸开出的融资条件，指中方要求对该水坝及附近另一水坝的完全控制权和安保权之条件，“是无法接受、也是违背巴方利益的”，巴方其后宣布将自行筹建水坝。但随后，中国大陸国家发改委官员表示，“中国和巴基斯坦正就巴沙大坝项目合作事宜保持接触。但该项目尚未纳入中巴经济走廊能源项目清单，中巴两国行业主管部门也未就巴沙大坝的开发方案开展交流”，并指媒体报称的中方条件“不存在”。
2018年1月4日，巴基斯坦央行宣布自当日起中国大陸和巴基斯坦之间的双边贸易可以通过人民币进行结算，放弃美元结算。同期，巴基斯坦军方宣布确认采购中国054A型护卫舰，并组建一支配备JF-17“枭龙”多用途战机的空军中队驻防俾路支省，以维护中巴经济走廊、震慑恐怖分子。

### 与欧洲国家的对接

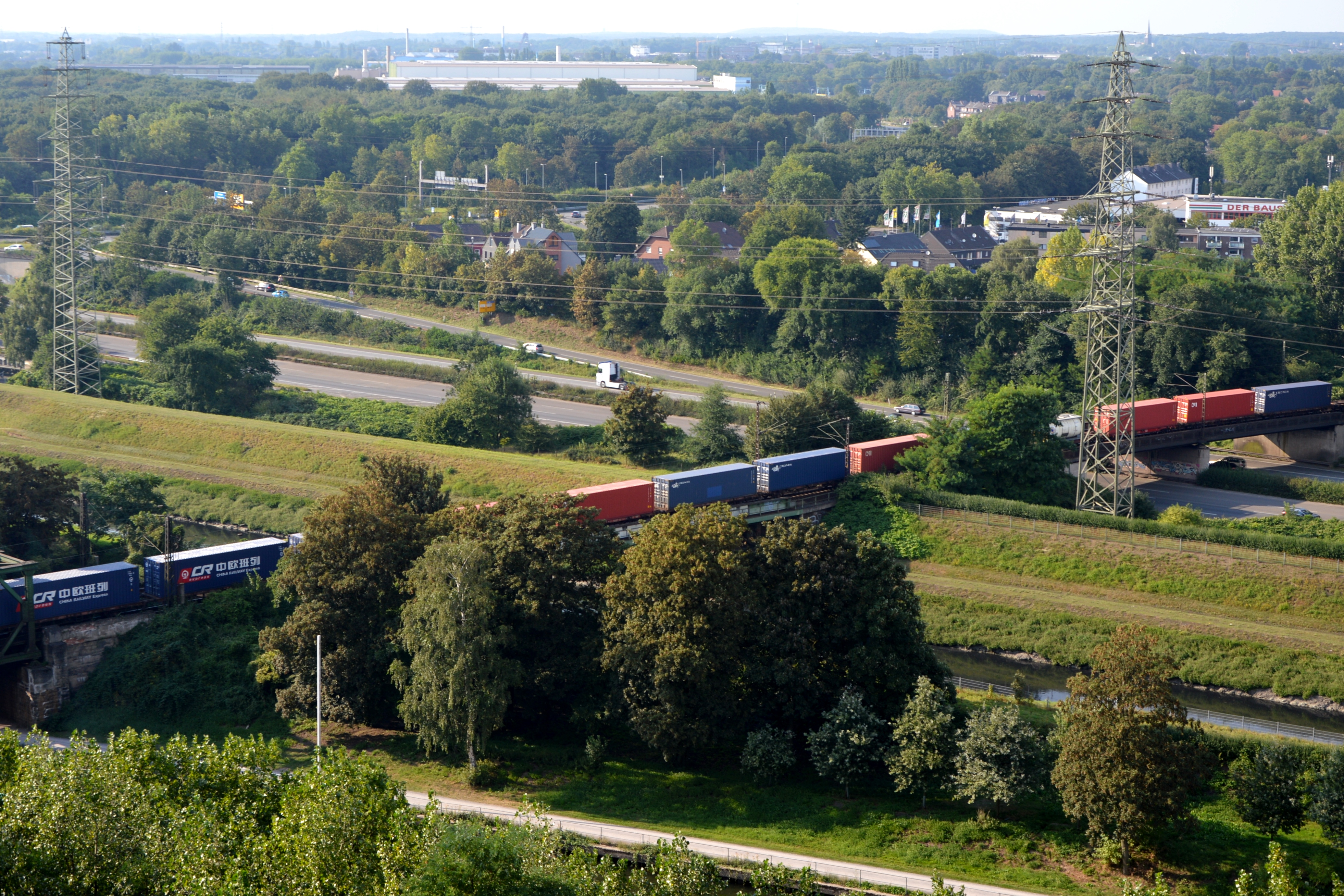
2016年8月，在德国奥伯豪森境内运行的一班载有中欧班列集装箱的货物列车

为加强与欧洲国家的商业贸易联络，中華人民共和國政府和中国铁路总公司与中亚和欧洲各国铁路系统协作，开行从西安、重庆、郑州、成都等地到达米兰、莫斯科、明斯克、汉堡等地的国际联运列车——中欧班列。截至2017年5月19日，中欧班列累计开行突破4,000列，中国境内开行城市28个，到达欧洲11个国家29座城市。中欧班列的运行时间比海运节省四分之三，价格约为航空的五分之一，能够便利对交货时限有要求的大宗电商产品、轻工及高科技电子产品以及需要冷藏的葡萄酒等食品的运输。
中方与哈萨克斯坦、俄罗斯共同推动欧亚高铁建设，其中欧亚高铁霍尔果斯至莫斯科段已确定走线并将率先开工。2015年6月18日，中铁二院与俄罗斯企业合作，准备新建莫斯科-喀山高速鐵路并与俄罗斯铁路公司正式签约，总金额约24亿人民币、设计时速最高将达到400公里。
此外，中方还与哈萨克斯坦、俄罗斯联合修建“西欧—中国西部国际公路”（双西公路）。该条国际高速公路东起中国江苏省连云港市，西至俄罗斯圣彼得堡，与欧洲公路网相连，总长8,445公里，其中俄罗斯境内段长2,233公里，中国境内段长3,425公里，哈萨克斯坦境内段长2,787公里。双西公路最早于2006年11月由中国、哈萨克斯坦两国共同提出，俄罗斯其后加入该项目。2008年，中哈雙方同时启动项目建设。2015年，中俄蒙宣布推动制定并商签《中俄蒙国际道路运输发展政府间协定》。该公路中国境内段已于2017年11月完成了建设，哈萨克斯坦段业已基本完成，俄罗斯段预计于2020年之前完成。
同时，中方还牵头在东南欧地区开展了港口、公路、铁路、发电站等基础设施建设，亦通过中资商业银行向有关项目发放贷款。同时，中方将希腊的比雷埃夫斯港作为中心，承接从“一带一路”沿线发出的海陆联运货物，以此构建“巴尔干丝绸之路”。中方还计划在捷克、匈牙利、波兰、保加利亚、罗马尼亚等东欧国家大力投资能源项目，以提高其在东欧地区能源领域的影响力。
2019年4月，德国联邦经济事务和能源部部长彼得·阿尔特迈尔表示，德国、法国、西班牙和英国各自都派代表参加了本次的“一带一路”论坛。欧盟对“一带一路”已经展示了“很高的团结度（great majority united）”，欧盟相信以此可以展示其共同的立场。欧盟内几个大国想通过集体形式，签署“一带一路”合作备忘录，而不是以双边形式（欧盟各国和中国分别签署）与中方展开合作。

### 与印度洋国家的对接
中方主导在斯里兰卡的汉班托塔建立海运港口。漢班托塔港一期工程于2010年11月8日开工，由“Jetliner”舰艇首次仪式性停泊港埠设施，港口以前总统马欣达·拉贾帕克萨为命名。斯里兰卡港务局负责内陆建造和管理，其计划一期的预计营建费用总额为361百万美元，中国进出口银行出资比例占85%，租借为期99年。
同时，中方亦进入孟加拉国的铁路建设市场。2017年9月，中国土木工程集团公司取得孟加拉国科考斯巴扎铁路第二标段项目，成为该公司在孟加拉国中标的首个项目。
2014年5月，中華人民共和國國務院總理李克強與東非國家領導人在內羅比簽署協議，中方同意出資援建一條新的東非鐵路，以期最終連接東非六國。该规划的首段为“蒙巴萨－内罗毕标准轨铁路”（蒙內鐵路）。这一系列铁路由中國交通建設股份有限公司所属中国路桥工程有限责任公司总承包，采用“中国标准、中国技术、中国装备、中国管理”建设，是首条完全采用中国标准的海外铁路。2011年与肯尼亚政府签署了谅解备忘录。2013年11月28日开工，2014年9月正式开工，全线分为9个标段，20多个建筑营地。原计划工期5年，2016年12月完成铺轨，2017年6月开通试运营。2018年1月商业运营。2017年5月31日，由肯亞總統主持通車儀式，並親自試乘列車，中華人民共和國國務委員王勇作為習近平的特使出席儀式。首發列車由肯亞史上首批女司機駕駛。中國駐肯亞大使劉顯法指項目是「一帶一路」倡議和中非合作論壇十大合作計劃的重要早期收穫。此前的2016年8月，中方取得衣索比亞-吉布地鐵路为期六年的运营权。
中国大陆亦参与投资南亚地区的水利设施项目。中国水利电力对外公司在尼泊尔握有上马蒂水电站项目和那苏瓦卡里水电站项目两个水利发电项目，其中前者已于2016年12月25日正式并网发电。而该国最大外资水利项目西塞提水电站项目则由三峡集团控制。2017年5月23日，尼泊尔政府决定将装机容量为1200兆瓦的布达甘达基水电站项目交与葛洲坝集团有限公司建设，但其后收回这一决定。2018年9月24日，尼泊尔政府决定撤销原先的收回决定，将布达甘达基水电站项目重新交与葛洲坝集团建设。

### 与东南亚国家的对接
为进一步加强与东南亚国家的经贸联系，中華人民共和國政府积极推动区域全面经济伙伴关系协定（RCEP）的谈判进程。这一协定由东南亚国家联盟十国发起，由日本、中华人民共和国、韩国、印度、澳大利亚、新西兰這些和東盟有自由貿易協定（FTA）的六方共同参加，共计16个国家所构成的高级自由貿易协定。有媒体认为中華人民共和國政府主导了该协定的谈判进程，RCEP协议基于开放的进入模式，使得此协议也向其他外部经济体开放，比如中亚国家、南亚及大洋洲其他国家。
中方积极寻求建设泛亚铁路用以沟通中国与东南亚各国。2015年9月上旬，中泰签署中泰铁路合作的政府间框架协议，泰国交通部长阿空表示，中泰高铁的具体施工日期已经敲定为2017年12月21日，预计于2021年至2022年建设完成。将建设从昆明到曼谷长约840公里的高速铁路。2015年10月16日，由中国铁路总公司牵头的中国企业联合体与印尼维卡公司牵头的印尼国企联合体签署协议，双方组建合资公司负责建设和运营雅万高铁项目。2015年11月13日，中国和老挝舉行鐵路項目簽約儀式，將建設雲南省會昆明至老挝首都萬象的高鐵，全長418公里，項目總投資400億元人民幣。，之后确定在老挝段的磨万铁路计划于2021年12月通车。2021年12月3日，中老铁路已全面通车。
马来西亚首相馬哈迪以抨擊前首相諸多工程而上台傾向做出調整以展現自身差異，中方参与建设马来西亚东海岸铁路与西海岸新隆高铁以推动区域交通线建设。2017年8月9日，由中国进出口银行提供贷款、中国交建承建的马来西亚东海岸铁路项目在关丹开工。该铁路全线规划总长688公里，工程合同工期7年，维护期2年，客运设计时速为160公里。时任马来西亚交通部长廖中莱曾表示，“东海岸铁路投入使用后将紧密连接马来半岛东西海岸，造福沿线440万民众”。但2018年馬哈地當選马来西亚首相後，宣布将对该铁路项目进行重新谈判。另一方面，馬哈地还于当年5月宣布将取消新隆高铁项目。但其后他又改口称该铁路项目只是被“推迟”而非“取消”。2018年9月12日，馬來西亞財政部長林冠英證實首相馬哈迪決定，取消3個中資石油與天然氣輸送管道工程，總價約28億美元的項目已經同年7月被暫停。
2018年9月中方運作下以新加坡出面重談新隆高鐵項目後新約簽成重新啟動，新加坡副总理兼国家安全部长张志贤以及马国首相马哈迪和副首相旺阿兹莎，一起见证了这一签署仪式，原計畫以延期五年重談為延期兩年且馬來西亞願支付1,500万新元賠償金。2019年4月馬來西亞东海岸铁路项目新計畫簽署重新開工，总长度将较原来的688公里削减40公里至648公里，计划中的一些站点被取消以削減預算215亿林吉特，广西民族大学东盟研究中心研究员葛红亮認為在東南亞很多國家的帶路項目推進都有類似現象，當地領導人會進行一種重談再重啟，以展現自身為民眾看緊荷包的樣貌達成国内的因素和本身的選舉意图，包括中泰铁路、缅甸的莱比塘铜矿、斯里兰卡的汉班托塔港等，中方只要預作準備滿足這些政治表演就能順利推進，因為這些領導人內心多半還是急需一帶一路項目的政績。
2019年11月印尼明古魯燃煤電站完工，由中國電力建設集團興建，是明古魯省首個火電廠也是最大外資計畫，年發電量大約14億度。

### 与中亚和西亚国家的对接

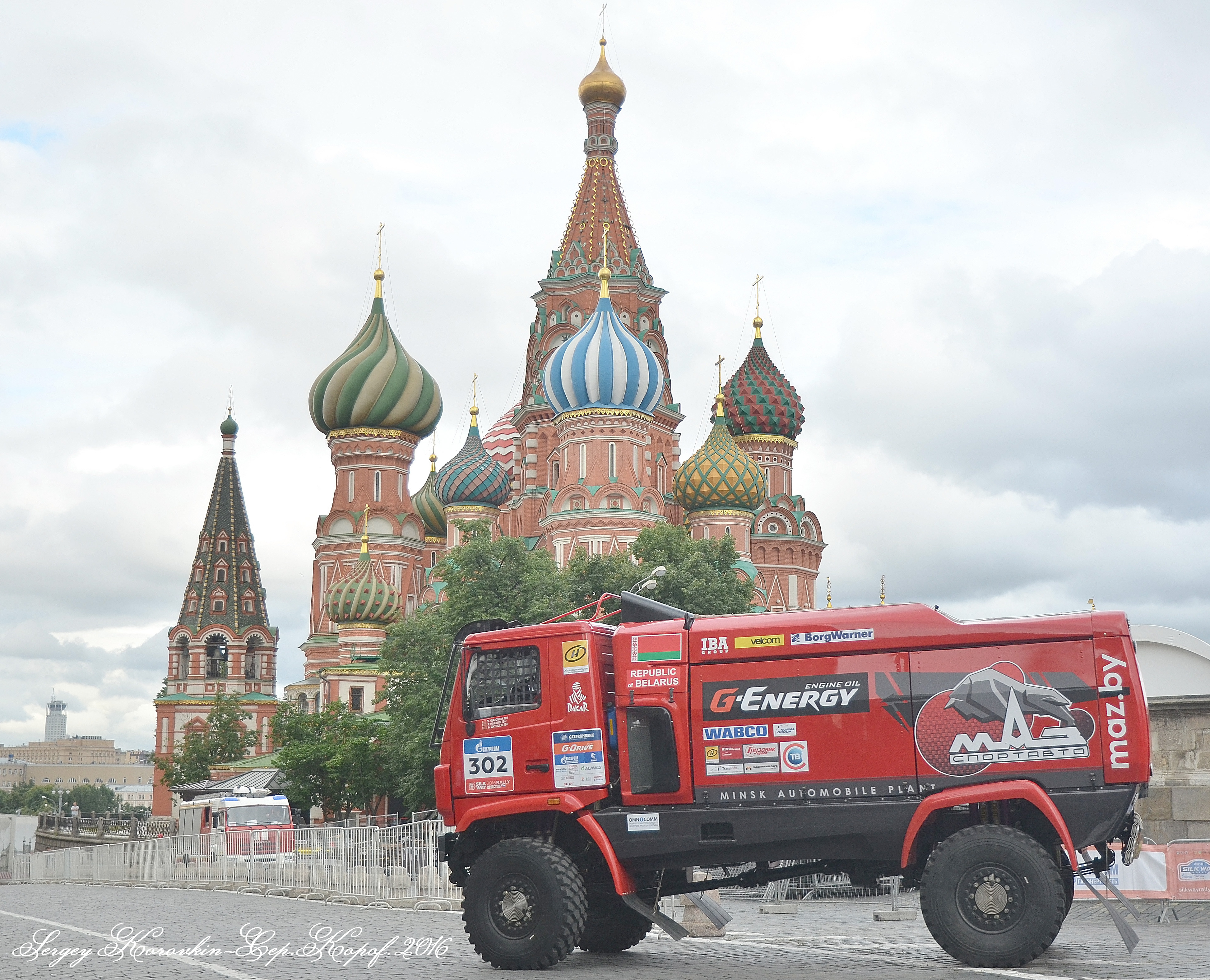
出现在莫斯科红场上的絲路拉力賽参赛车辆。2016年，絲路拉力賽在中国、中亚和俄罗斯举行

中华人民共和国国务院总理李克强在西亚等地区积极开展“高铁外交”，并将之作为“一带一路”倡议的承接点。2014年7月25日，中国海外修建的第一条高速铁路——安卡拉－伊斯坦堡高速铁路，由土耳其首都安卡拉至最大城市伊斯坦堡高速铁路的二期工程宣告通车。其后，中方与土方签订了金额约350亿欧元的高铁合作框架协议。但由于中土双方在援助贷款方面无法达成一致，土耳其政府转而寻求德国西门子公司的合作，由德方为土耳其提供贷款和经济援助。
2019年10月一带一路專案中的該年最大項目-科威特巨型煉油廠完工，中国石化承建比工期提前40天交付工期共三年，有六套重型煉油設備，成為中東地區最大煉油廠，能讓科威特每年增產3150萬噸石油。科威特艾哈迈迪省项目代理穆斯塔法表示難以置信在極短時間內如此大型煉油廠能建造完成。
2020年6月19日，土耳其中央银行宣布，自当月18日起，土耳其开始以人民币结算从中国进口的商品。
2024年6月6日，中吉乌铁路项目中国、吉尔吉斯斯坦、乌兹别克斯坦三国政府间协定签字仪式在北京举行。 吉爾吉斯斯坦總統扎帕罗夫表示，這是三國共建「一帶一路」的旗艦工程，建成後將成為亞洲到歐洲和波斯灣國家的新運輸線，對促進沿線各國乃至整個地區互聯互通、加強經貿往來意義重大。烏茲別克斯坦總統米尔济约耶夫稱，中吉烏鐵路可打通南亞、中東國家大市場，有利於進一步擴大地區國家對華合作。

### 一帶一路國際合作高峰論壇
2017年5月14日與15日，「一带一路國際合作高峰论坛」（Belt and Road Forum for International Cooperation）于北京举行。14日論壇場地在國家會議中心，中共中央总书记、国家主席习近平出席了开幕式，且发表了题为“携手推进‘一带一路’建设”内容的演讲。130多个国家和70多个国际组织代表出席。15日論壇場地在北京市郊雁栖湖，由29個國家的国家元首或政府首脑及各國際組織代表参加了领导人圆桌峰会。这次圆桌峰会由中共中央总书记习近平主持，中共中央政治局常委、国务院副总理张高丽也作了发言。
出席会议的还包括阿根廷总统马克里、白俄罗斯总统卢卡申科、智利总统巴切莱特、捷克总统泽曼、印度尼西亚总统佐科、哈萨克斯坦总统纳扎尔巴耶夫、肯尼亚总统肯雅塔、吉尔吉斯斯坦总统阿坦巴耶夫、老挝人革党总书记暨国家主席本扬、菲律宾总统杜特尔特、俄罗斯总统普京、瑞士联邦主席洛伊特哈德、土耳其总统埃尔多安、乌兹别克斯坦总统米尔济约耶夫、越南国家主席陈大光、柬埔寨首相洪森、埃塞俄比亚总理海尔马里亚姆、斐济总理姆拜尼马拉马、希腊总理齐普拉斯、匈牙利总理欧尔班、意大利总理真蒂洛尼、马来西亚首相纳吉、蒙古国总理额尔登巴特、缅甸国务资政昂山素季、巴基斯坦总理谢里夫、波兰总理希德沃、塞尔维亚总理暨当选总统武契奇、西班牙首相拉霍伊、斯里兰卡总理维克勒马辛哈等国家的领导人，以及联合国秘书长古特雷斯、世界银行行长金墉、国际货币基金组织总裁拉加德等国际组织的领导人。会议最终通过了一份联合公报。
此外，韩国执政党共同民主党议员朴炳锡（国会副议长级别）、朝鲜对外经济相金英宰、日本自民党干事长、前经济产业大臣二阶俊博、英国财政大臣菲利普·哈蒙德、美国特朗普政府的高级顾问兼国家安全委员会负责东亚事务的马修·波廷杰及其所在代表团分别代表本国受邀出席该峰会。

## 參與方

紅色為中國大陆，橙色為亞投行的成員，黑色為六大走廊

截至2024年3月，中華人民共和國已经与152个国家和32个国际组织签署了200多份共建“一带一路”合作文件。 以下列表根据国家/地区的英文字母开头顺序排列。
提倡及主導國
- 中华人民共和国（包括中国内地及港澳地区[註 2]）

參與国
非洲（共52国）
- 阿尔及利亚
- 安哥拉
- 布吉納法索
- 喀麦隆
- 中非
- 刚果民主共和国
- 赤道几内亚
- 埃及
- 衣索比亞
- 加彭
- 几内亚
- 賴索托
- 利比里亚
- 利比亞
- 马达加斯加
- 马拉维
- 毛里塔尼亚
- 摩洛哥
- 莫桑比克
- 纳米比亚
- 尼日尔
- 奈及利亞
- 刚果共和国
- 卢旺达
- 聖多美和普林西比
- 塞内加尔
- 塞舌尔
- 南非
- 南蘇丹
- 苏丹
- 坦桑尼亚[102]
- 多哥
- 突尼西亞
- 乌干达
- 尚比亞
- 辛巴威

亞洲（共38国）
- 阿富汗
- 亞美尼亞
- 巴林
- 柬埔寨
- 东帝汶
- 印度尼西亞
- 伊朗
- 伊拉克
- 约旦
- 科威特
- 黎巴嫩
- 马来西亚
- 馬爾地夫
- 蒙古国
- 緬甸
- 尼泊尔
- 阿曼
- 巴基斯坦
- 巴勒斯坦
- 沙烏地阿拉伯
- 新加坡
- 斯里蘭卡
- 泰國
- （自称中立国，直至2023年1月6日才签署合作文件）[103]
- 阿联酋
- 越南
- 葉門

歐洲（共26国）
- 阿尔巴尼亚
- 奥地利
- 白俄羅斯
- 保加利亚
- 賽普勒斯
- 捷克
- 希腊
- 匈牙利
- 拉脫維亞[98]
- 立陶宛[98]
- 盧森堡
- 馬爾他
- 摩尔多瓦
- 蒙特內哥羅
- 北馬其頓
- 波蘭
- 葡萄牙
- 羅馬尼亞
- 俄羅斯
- 塞爾維亞
- 斯洛伐克
- 斯洛維尼亞
- 土耳其
- 乌克兰

大洋洲（共12国）
- 庫克群島
- 斐济
- 基里巴斯
- 密克羅尼西亞聯邦
- 瑙鲁
- 新西兰
- 纽埃
- 萨摩亚
- 所罗门群岛

美洲（共22国）
- 安地卡及巴布達
- 阿根廷[104]
- 玻利维亚
- 智利
- 哥伦比亚
- 古巴
- 多米尼克
- 薩爾瓦多
- 格瑞那達
- 牙买加
- 尼加拉瓜
- 秘魯
- 苏里南
- 千里達及托巴哥
- 乌拉圭
- 委內瑞拉

国际组织（共32个）
- 联合国亚太经社会[105]
- 联合国经济与社会事务部（英语：United Nations Department of Economic and Social Affairs）
- 联合国开发计划署
- 联合国工业发展组织
- 联合国人类住区规划署
- 联合国儿童基金会
- 联合国人口基金会
- 联合国贸易和发展会议
- 世界卫生组织
- 世界知识产权组织
- 国际刑警组织
- 联合国非洲经济委员会
- 联合国欧洲经济委员会
- 世界经济论坛
- 国际道路运输联盟（英语：International Road Transport Union）
- 国际贸易中心
- 国际电信联盟
- 国际民航组织
- 联合国文明联盟（英语：United Nations Alliance of Civilizations）
- 国际发展法律组织（英语：International Development Law Organization）
- 世界气象组织
- 国际海事组织
- 非洲聯盟
- 东南亚国家联盟

已退出國家/組織
- 爱沙尼亚：2022年11月27日不再續簽[106]
- 菲律賓：2023年10月下旬宣布退出，原因是中國仍未兌現投資鐵路的承諾，使其改與其他友好國家進行基礎建設的合作。[107][108][109]
- 義大利：2023年12月6日宣布退出[110]
- 巴拿马：宣佈2026年不再續簽[111][112][113]

## 基礎設施網絡
基礎設施走廊將耗資約4-8萬億美元，跨越約60個國家，主要是亞洲和歐洲，也包括大洋洲和東非。這些倡議項目得到絲路基金和亞洲基礎設施投資銀行的資金支持，同時由「一帶一路」高峰論壇進行技術協調。

### 陸上走廊[116]
- 新亞歐大陸橋：從中國西部經哈薩克斯坦到俄羅斯西部，包括絲綢之路鐵路穿越中國新疆自治區、哈薩克斯坦、俄羅斯、白俄羅斯、波蘭和德國。
- 中國-中亞-西亞經濟走廊：將從中國西部到土耳其。
- 中國-中南半島經濟走廊：將從華南地區延伸至新加坡。
- 喜馬拉雅多維連通網絡：將尼泊爾從一個內陸國家轉變為一個與陸地相連的國家。
- 中巴經濟走廊：連接中國至印度洋。整個項目高達620億美元，旨在迅速實現巴基斯坦交通網絡、能源基礎設施和經濟的現代化。[117]
- 另一條走廊將從中國北方穿過蒙古到俄羅斯遠東。 俄羅斯政府設立的俄羅斯直接投資基金和中國政府投資機構中國中投公司於 2012 年合作創建了俄中投資基金，該基金專注於雙邊一體化。[118][119]

### 絲綢之路經濟帶
習近平於2013年9月和10月訪問哈薩克斯坦和東南亞，提出共建絲綢之路經濟帶新經濟區。「一帶」包括穿越中亞、西亞、中東和歐洲的原始絲綢之路上的國家。除了與歷史上的絲綢之路大體相似的區域外，還包括南亞和東南亞該倡議將通過建設鐵路和公路等，創建一個有凝聚力的經濟區。它將增加文化交流，擴大貿易。
「帶」將有三個：「北帶」將通過中亞和俄羅斯到達歐洲，「中央帶」穿過中亞和西亞，到達波斯灣和地中海。「南帶」從中國經東南亞和南亞，經巴基斯坦到達印度洋。

### 海上丝绸之路
「21世紀海上絲綢之路」，或簡稱海上絲綢之路，是海上航線身的經濟走廊。旨在通過幾個毗連的水體在東南亞、大洋洲和非洲投資和促進合作。這是習近平於2013年10月在印度尼西亞議會的一次演講中首次提出的。與絲綢之路經濟帶倡議一樣，大多數成員都加入了亞洲基礎設施投資銀行。根據2019年的估計，絲綢之路的陸路仍然是一個小眾項目，絲綢之路的大部分貿易繼續通過海上進行，原因主要是集裝箱運輸成本。海上絲綢之路也因此被認為對貿易特別有吸引力，因為與穿越人口稀少的中亞的陸上絲綢之路相比，海上通往歐洲的國家要多得多。由於其獨特的地理位置，緬甸被視為在中國的「一帶一路」項目中發揮著舉足輕重的作用。
非洲是新絲綢之路拓展的重要市場。在肯尼亞的蒙巴薩港，中方已建成通往內陸和首都內羅畢的鐵路和公路。在蒙巴薩東北部，正在建設一個擁有32個泊位的大型港口，其中包括一個鄰近的工業區。坦桑尼亞巴加莫約正在建設現代化的深水港、衛星城、機場和工業區。作為中埃聯合項目，泰達埃及經濟特區正在埃及沿海城鎮艾因索赫納附近建設。
作為絲綢之路戰略的一部分，中方正在非洲大片地區參與鐵路、公路、機場和工業的建設和運營。在讚比亞、埃塞俄比亞和加納等幾個國家，水壩已經在中國的幫助下建成。在內羅畢，中方正在資助建設非洲最高的建築——尖峰塔。2018年9月，中華人民共和國宣布對非洲投資600億美元，一方面開拓銷售市場，促進當地經濟發展，另一方面提供非洲原材料。
中方在歐洲的橋頭堡之一是比雷埃夫斯港。總體而言，到2026年，中國大陸企業將在港口設施上直接投資3.5億歐元，並在酒店等相關項目上再投資2億歐元。在歐洲，中方希望繼續在葡萄牙的錫尼什深水港投資。威尼斯雖然是海上絲綢之路歷史上重要的歐洲終點，由於其港口的深度較淺或淤塞，如今其商業重要性越來越低。

### 冰上絲綢之路
除海上絲綢之路外，據報導，俄羅斯和中華人民共和國已同意在北極的北海航線沿俄羅斯領海內的海上航線共同建設「冰上絲綢之路」。中國遠洋海運集團已完成多次北極航線試航，中俄企業正在開展該地區油氣勘探合作，推進基礎設施建設、旅遊、科考等全方位合作。

## 項目

「一帶一路」倡議。紅色的是中國大陸，橙色的是亞洲基礎設施投資銀行的成員

截止2022年3月為止，已有146個國家或地區支持一帶一路倡議，當中139個國家已與中華人民共和國簽署諒解備忘錄。基礎設施項目包括港口、鐵路、公路、發電站、航空和電信設備等。
| 国家／地区 | 投资比 | 国家／地区 | 投资比 |
| ---------- | ------ | ---------- | ------ |
| 巴基斯坦   | 31.9   | 新加坡     | 24.3   |
| 奈及利亞   | 23.2   | 马来西亚   | 14.1   |
|            | 17.5   | 俄羅斯     | 10.4   |
| 印度尼西亞 | 16.8   | 印度尼西亞 | 9.4    |
| 马来西亚   | 15.8   |            | 8.1    |
| 埃及       | 15.3   | 以色列     | 7.9    |
| 阿联酋     | 14.7   | 巴基斯坦   | 7.6    |

### 旗舰项目
以下項目在不同媒體報道中，被稱爲“一帶一路”之“旗艦項目” ：
- 巴基斯坦 ：中巴經濟走廊、瓜達爾港
- ： 磨萬鐵路
- ：霍爾果斯口岸
- 印度尼西亞：印尼高速铁路
- ：帕德玛桥
- ：佩列沙茨大桥
- 尼加拉瓜：尼加拉瓜運河
- ：中吉烏鐵路
- 秘魯：钱凯港
- 欧洲联盟：中欧班列
- 緬甸：中缅经济走廊

## 观点

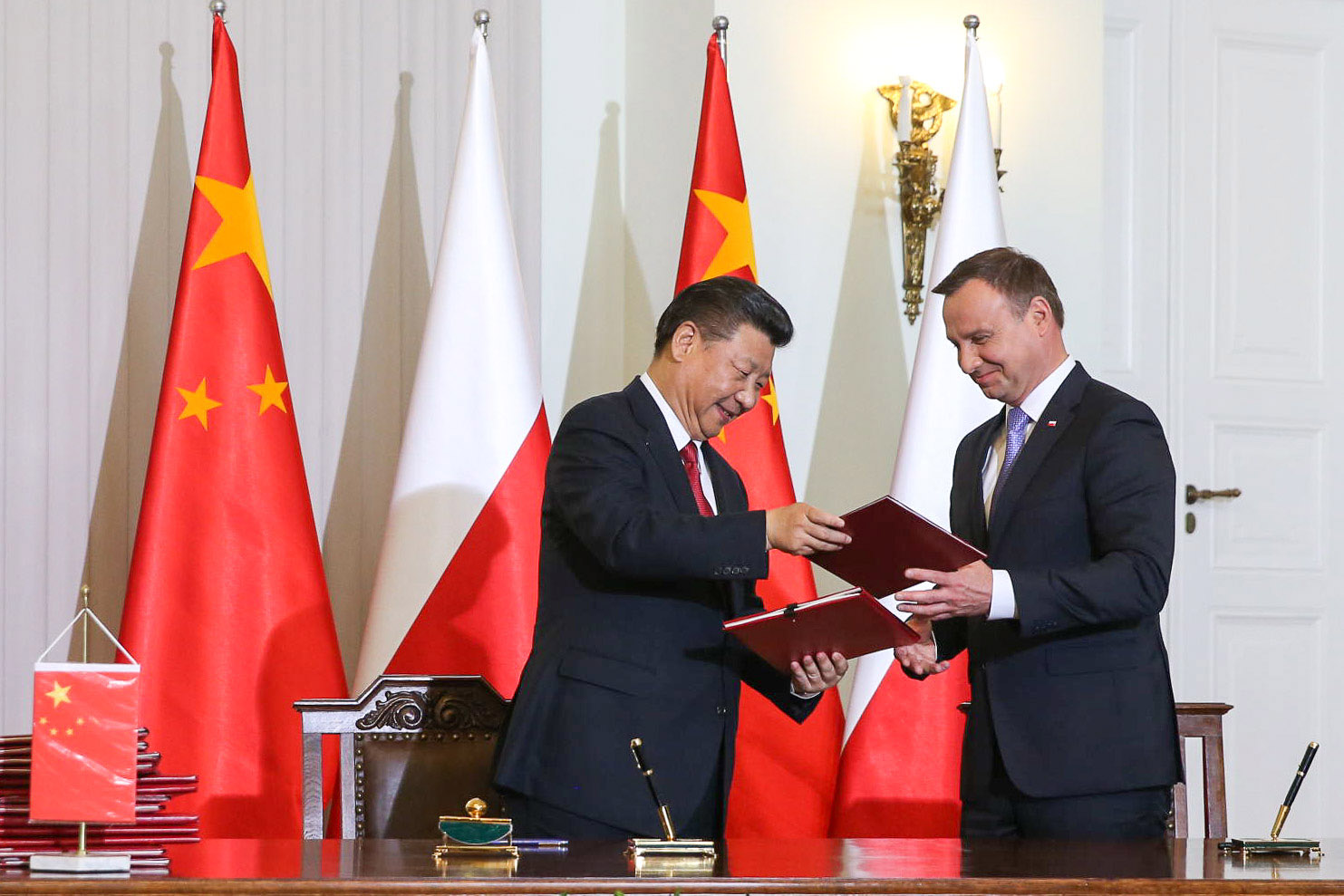
2016年6月，波蘭總統安傑伊·杜達與中共中央總書記兼中國國家主席習近平簽署一帶一路戰略夥伴關係宣言

### 概述
支持者稱讚「一帶一路」倡議有可能提高全球GDP，尤其是發展中國家更能受惠。反對者則批評倡議，開發過程侵犯人權和影響環境，另外，包括美国政府在内的一些政府指控「一帶一路」是通過債務陷阱外交的新殖民主義和經濟帝國主義。
至於著重海路與陸路的交通展望，也因多種層面考慮有不同看法，水路不用維護，運量、路線皆可隨業主想法調整，巨大容積也可以當外海漂浮倉庫使用，而陸路首先要可行性研究，適合協調班次時效性較強、需求穩定的產品，加上所經之處戰亂勢力的矛盾，部分沿路國家租地合約、基礎建設與打通關係，經濟浮動大，所以經營需謹慎為之。
中國大陸方面準備了亞投行與絲路基金來進行投資。

### 支持
截止2022年3月為止，已有146個國家或地區支持一帶一路倡議，當中139個國家已與中華人民共和國簽署諒解備忘錄。
中華人民共和國的官方立場是認為「一带一路」倡议坚持共商、共建、共享的原则，努力实现沿线区域基础设施更加完善，更加安全高效，以形成更高水準的陆海空交流网路。同时使投资贸易的便利化水準更有效的提升，建立高品質、高标准的自由贸易区域网。以使沿线各国经济联系更加紧密，政治互信更加的深入，人文交流更加的广泛又認為該倡議為商品提供了市場，改善了基礎設施，創造了就業機會，刺激了工業化，擴大了技術轉讓，從而使一帶一路國家受益。並且否认一帶一路為「中國版马歇尔计划」或「債務陷阱外交」的說法。
俄羅斯是中方早期的合作夥伴，目前俄中雙方共有天然氣管道、極地絲綢之路等150個共同項目。2015年3月，俄羅斯第一副總理伊戈爾·舒瓦洛夫說：「俄羅斯不應將絲綢之路經濟帶視為對其傳統區域勢力範圍的威脅，而是應將其視為歐亞經濟聯盟的機遇。」
2016年6月，波蘭總統安傑伊·杜達會見中共中央總書記兼中國國家主席習近平，稱波蘭企業將從「一帶一路」倡議中受益匪淺。杜達與習近平簽署戰略夥伴關係宣言，重申波中視對方為長期戰略夥伴。
丁薛祥主持在香港舉行的第八屆「一帶一路」高峰論壇，發表主旨演講，強調中央支持香港長期保持獨特地位優勢，鞏固地位提出四點希望，包括完善金融服務、聚焦專業人才、加強人文交流和加強與友好城市交流，指香港前景廣濶大有可為。
香港特別行政區政務司司長張建宗表示，廣深港高鐵香港段、港珠澳大橋和蓮塘香園圍口岸「三通」是「一帶一路」發展基礎，有利發展粵港澳大灣區一帶一路。
新加坡經濟富裕，基礎設施建設不需要大量的外部融資或技術援助，但是多次支持「一帶一路」並在相關項目上與中方合作，以尋求增加全球影響力，並加強與「一帶一路」沿線國家的經濟聯繫。新加坡也是該項目最大的投資者之一。此外，新加坡的大力支持還有一個戰略因素，就是確保不會有一個單一國家會主導亞洲經濟，暗指中國能成為制衡美國的因素。
菲律賓歷來與美國關係密切，但在菲律賓總統羅德里戈·羅阿·杜特爾特領導下，菲律賓調整其政策，支持南海的「一帶一路」項目，並希望能為菲律賓帶來大規模基礎設施的擴張計劃。
2017年，英國财长菲利普·哈蒙德表示英国是一带一路的计划的“天然合作伙伴”，向世界表明英國脫離歐盟后仍然是世界贸易的坚定支持者，以期减少因退出单一市场后英国对外贸易的不确定性而为英国经济带来的障碍。
2017年，希臘經濟學家及前財政部長揚尼斯·瓦魯法基斯寫道，他在參與「一帶一路」倡議方面的經歷感到非常令人鼓舞。他說，北京設法將自身利益和耐心的投資態度，與一次又一次談判的真誠承諾相結合，以達成最後互利的協議。
沙特阿拉伯王储穆罕默德·本·萨勒曼·本·阿卜杜勒-阿齐兹·阿勒沙特于2019年2月访华时表态支持一带一路倡议，并代表沙特与华签订280亿美元订单。
2019年4月，在第二屆阿拉伯環境與發展論壇期間，中華人民共和國與18個阿拉伯國家開展了「共建一帶一路，共享發展與繁榮」的一系列夥伴關係。非洲國家的普遍立場認為，「一帶一路」倡議是擺脫外援和影響的巨大機遇。
希臘、克羅地亞和其他14個東歐國家已經加入「一帶一路」框架。2019年3月，意大利成為七國集團中第一個加入「一帶一路」的成員。意大利及中華人民共和國簽署了一份價值25億歐元的諒解備忘錄，涵蓋運輸、物流和港口基礎設施等一系列領域。
馬來西亞最初批評「一帶一路」，但馬哈蒂爾·穆罕默德在2019年轉為承諾支持「一帶一路」項目。他表示，他完全支持「一帶一路」倡議，認為馬來西亞將從「一帶一路」中受益。馬哈蒂爾說「一帶一路」可以使中亞的內陸國家更近海洋，借此增加財富並減少貧困。，同时认为，「穷国没有能力在开放、自由的贸易中与富国较量，必须是公平贸易才行」。
微軟公司前董事長比尔·盖茨是一帶一路計划的明確支持者，至2017年止至少七次訪問中國大陸，其認為很多民眾因為經濟競爭落敗而產生「向內看」的心態對世界是危險的，因此盛讚一帶一路戰略，讓多國紛紛加入，就是走出去幫助其他國家，並佩服習近平的國內脫貧戰略，而全球的脫貧進展能造成世界更穩定和每個人更大利益，「蓋茲基金會」正在和中華人民共和國商務部、農業部合作，共同推進非洲農業的可持續發展，同時認同中方以核能解決全球变暖的策略是最務實可行，與他長期觀點相同，他旗下泰拉能源將與中國大陸核電企業探討第四代反應堆的建設。
全球經濟顧問在2019年進行的一項研究預測，到2040年「一帶一路」倡議可以使世界GDP每年增加7.1萬億美元。

### 反对与批评
主要來自包括美國在內的非參與國的一些觀察者對計劃持疑態度，並將「一帶一路」倡議形容以中國大陸為中心的國際貿易網絡計劃，試圖在全球事務中邁向主導地位，並且建立以中國大陸為中心的貿易網路。作為回應，美國、日本和澳大利亞等西方盟國在2021年七國集團的推出「重建更好世界」（B3W）倡議，用來抗衡「一帶一路」倡議。在2022年，七國集團又提出「全球基础设施和投资伙伴关系」（PGII）計劃，被認爲是反制「一帶一路」倡議的「B3W」的後續，而「重建更好世界」則「消失無蹤」。
印度政府官員多次反對「一帶一路」倡議，他們認為「中巴經濟走廊」項目忽視了印度對其主權和領土完整的基本關切，三國在喀什米爾地區有領土紛爭，而中巴经济走廊會穿越巴控克什米尔（巴基斯坦實際控制區），這點觸動了印度的神經。
美国企业研究所常驻学者Derek Scissors表示，習近平的「一带一路」宏伟计划已受到中國大陸外汇储备大幅下降的阻碍。此外，中國大陸庞大的债务也给经济带来沉重负担。牛津经济研究院（Oxford Economics）亚洲研究主管高路易（Louis Kuijs）在一份研报中称，不存在中國大陸挤走其他放贷者的危险。前世界银行中國局局长、现任华盛顿布鲁金斯学会资深研究员杜大伟（David Dollar）认为中國大陸可以利用其规模虽已缩小但依旧庞大的经常项目盈余为海外基础设施建设提供资金。德國科隆經濟研究所也認為，由於大量放貸，中國大陸自身也因此面臨不小的金融壓力。
「一帶一路」倡議也引來台灣方面的擔心，中華民國国防部發表研究報告表明，「一帶一路」明顯針對美國太平洋局勢，戰略上會令臺灣邊緣化台灣學者授陳俐甫認為「一帶一路」令北京的影響力大增，或會令北京有能力向對方提出政治要求，在國際事務上壓制台灣，比如聯合多國反對台灣加入國際組織、要求更改對台灣的稱呼（台灣省、中國台灣）等等。
2023年7月30日，意大利国防部长克罗塞托表示该国2019年加入“一带一路”倡议是“草率、糟糕透顶”的决定。意大利总理喬治亞·梅洛尼表示意大利会考虑退出一带一路倡议。12月6日，意大利政府的一位消息人士表示，意大利已正式退出一带一路倡议。
2024年6月4日，美國總統拜登表示，一带一路倡议已成为“令人讨厌的失败倡议”。

### 另外意見及立場
越南因邊境及南海等問題與中華人民共和國不和，因此在支持或反對「一帶一路」問題上猶豫不決。
意大利和希臘加入「一帶一路」倡議的同時，其他歐洲國家陷入了矛盾的爭論中。德國總理安格拉·默克爾指加入「一帶一路」的前題是必須能為歐洲帶來一定的互惠性，而他們仍在為這一點爭論不休。2019年1月，法國總統埃马纽埃尔·马克龙表示：「古代絲綢之路絕不僅僅是中國的……新的道路不能只走一條路。」歐盟委員會主席讓-克洛德·容克和前日本首相安倍晉三於2019年9月在布魯塞爾簽署基礎設施協議，以應對中國的「一帶一路」倡議，並連接歐亞，協調基礎設施、交通和數字項目。
2018年，澳大利亞東南部維多利亞州州長丹尼爾·安德魯斯簽署了關於「一帶一路」倡議的諒解備忘錄，以建立基礎設施聯繫並進一步加強與中國的關係。內政部長彼得·達頓（Peter Dutton）將「一帶一路」倡議描述為「來自中國的宣傳倡議」，並且帶來了「巨大的外國干涉」，又說「維多利亞州需要解釋為什麼它是該國唯一簽署該協議的州」。總理斯科特·莫里森表示，維多利亞州的行為是本應由聯邦政府作出的政策，並表示不支持該決定，認為這是關於國家利益問題，應由聯邦政府決定。
2021年4月21日，澳大利亚外长马里斯·佩恩宣布废除澳大利亚维多利亚州政府与中国签订的「一带一路」备忘录和框架协议，并表示被废除的协议“与澳大利亚的外交政策相抵触或不利于我们的外交关系”；当日中国驻澳使馆发言人对此表示不满与反对，認為是澳洲「又一無理挑釁行徑」。

### 生態問題
「一带一路」倡議引起了環保組織的關注。 世界自然基金會和匯豐銀行的一份聯合報告認為，「一带一路」倡議為可持續發展帶來了重大風險，這些風險包括過度使用自然資源、破壞生態系統和排放污染物。作為「一带一路」的一部分，中方向外資助了燃煤發電站，例如土耳其的 Emba Hunutlu 發電站，環保組織認為這增加了溫室氣體排放和令全球變暖。德國環保組織 Urgewald 稱，中國能源公司將佔預計未來十年並網的新燃煤電廠發電量的近一半。數據顯示與「一带一路」絲路基金中的能源投資有 93% 是用於投資化石燃料。另外，與海上丝绸之路倡議相關的港口基礎設施建設和航運增加，可能會影響敏感物種和海洋棲息地，如珊瑚礁、紅樹林、海草草地和鹽沼等。
在2017年「一带一路」國際合作高峰論壇開幕式上，習近平指出，「一带一路」要「踐行綠色發展新理念，踐行綠色低碳、循環可持續的生活方式和工作方式」。聯合國開發計劃署和 CCIEE 的報告將「一带一路」倡議視為環境保護的機會，只要它被用於提供可持續發展目標相一致的綠色貿易、金融和投資，將有助世界步入綠色經濟。其他提議包括為旨在履行對《巴黎協定》貢獻的「一带一路」成員提供財政支持，或提供資源和政策專業知識以幫助成員擴大可再生能源的占比。
2021年9月，習近平宣布，中華人民共和國將加大支持發展中國家採用「綠色低碳能源」，並且不再為海外燃煤電廠提供資金。

### 人權指控
根據美國非政府組織中国劳工观察对印度尼西亚、阿尔及利亚、新加坡、约旦、巴基斯坦、塞尔维亚等国“一带一路”项目中国工人所做的调查报告，“一带一路”项目的部分企业对输出海外的中国工人实施的行为造成了强迫劳动，其具体行为包括：扣押劳工护照、以非工作类签证雇工的方式控制劳工、限制行动自由、超时工作、没有节假日、拖欠工资、欺骗性的招募行为和虚假承诺、和当地社区隔离、恐吓和威胁、工人如果想离职会被收取强制性的高额违约金、生病和受伤得不到医疗、恶劣的生活和工作环境、劳动保护和安全设备不足、无合理的申诉和维权机制、限制工人言论自由、惩罚带头抗议的工人等。

### 「債務陷阱外交」指控
有人擔心該「一帶一路」項目是一種新殖民主義，包括美國在內的一些政府指責「一帶一路」是債務陷阱外交，這術語是由印度智庫布拉瑪·切拉尼創造的，於2017年首次使用，並在一年內就傳遍了媒體、情報界和西方政府。比如，由美國政府資助的媒體美國之音就批評中國大陸藉「一帶一路」等方式向亞太部分國家提供貸款，進行「債務外交」，指過分借貸會導致國家主權陷入中國的手中，另外也有一些國家也有同樣擔憂。
一些人士認為，這種做法凸顯了中華人民共和國的霸權意圖及其對國家主權的挑戰。2018年8月，一個由16名美國參議員組成的跨黨派團體指中國債務陷阱外交有危險，「美國必須反擊中國企圖將其他國家扣為人質並強制贖金以推進其地緣戰略目標的企圖」。美國國務卿邁克·蓬佩奧在2018年10月的一次演講中表示，這些貸款是通過賄賂以提供便利的，他指控「中國向各國高級領導人行賄，以換取基礎設施項目」。
印度評論員查特吉（S. K. Chatterji）認為這是中華人民共和國對領土申索的戰略。查特吉認為中方正利用債務陷阱來淡化目標國家的主權，利用大量外借金錢給予與其有領土爭議的國家以換取在領土談判上的優勢。
另外也有人指控中華人民共和國政府在批出貸款時並不透明及非競爭性定價，有指在這些項目中，合同必須交給中國國有或國有關聯公司，而這些公司的價格遠高於市場價格。
2020年4月，坦尚尼亞總統约翰·马古富利接受訪問時，表明將會退出一帶一路。他在訪問中提到，前任總統賈卡亞·基奎特和中國大陸投資者達成建造港口的協議，當中租約期間坦尚尼亞無權對該港口提出任何意見，直言「只有醉漢才會接受這種條款」。
2021年5月，剛果民主共和國總統菲利克斯·齊塞克迪呼籲審查其前任約瑟夫·卡比拉與中方簽署的採礦合同。特別是與中國華剛礦業簽訂價值數十億美元的「礦產換基礎設施」協議。
2023年11月，美国维吉尼亚州的威廉与玛丽学院的对外援助数据库AidDate表示，中国在“一带一路倡议“框架下向沿线国家出借的款项达一万一千亿美元。其中80%的款项都借給财政困难国家。

#### 反駁
中方否認指控，認為這是西方國家的故意抹黑。外交部發言人耿爽在例行記者會上説︰「美方個別人士針對一帶一路倡議持續發表不負責任言論。到底誰是攪局者，誰是實干家，國際社會自有公論」。
除了中華人民共和國政府的反駁外，債務陷阱的指控也受到學者們的廣泛質疑。約翰霍普金斯大學高級國際研究學院教授黛博拉·布勞蒂加姆 （Deborah Bräutigam） 將債務陷阱外交描述為一種「模因（meme）」，是由於對中國快速崛起而引發的焦慮而流行，是「人類消極的偏見」。根據2019年的一篇研究論文顯示，大多數債務國是自願同意接受貸款，並且有與中國合作有過的積極經驗，他指「包括斯里蘭卡的案例在內迄今為止的證據，都誇大了中國銀行融資和一帶一路的風險」。他批評媒體的宣傳，指他們錯誤地歪曲了中國與其他發展中國家之間的關係。很多發展中國家對中國的經濟模式有好感，並認為中國是對他們來說有吸引力的發展伙伴。由黛博拉合著的2018年中非研究計劃報告指出，中國貸款目前並不是非洲債務困境的主要因素。
紐約經濟學家阿納斯塔西婭·帕帕迪米特里烏（Anastasia Papadimitriou）指在與中方進行交易時，夥伴國同樣負有責任。另外他在分析「一帶一路」倡議後，阿納斯塔西婭得出結論，說：「與其說是新殖民主義，倒不如說是經濟區域主義」。洛伊國際政策研究所在2019年發表的一份報告指出，斯里蘭卡漢班托塔港案例是西方宣傳中國債務陷阱外交的「傑出案例（case par excellence）」，但現實情況卻只是一個「錯誤的觀念（myth）」。中方曾貸款給斯里蘭卡興建漢班托塔港，但由於斯里蘭卡無法償還債務，該港口和附近15,000英畝土地被交由中國招商局港口公司，租期99年，此舉被西方媒體批評為債務陷阱外交。當時有斯里蘭卡官員反駁此一說法，說：「如果是中國強行要給我們貸款，那你可以說成是陷阱，但我們向中國貸的每分錢，都是我們自己要求的」。洛伊國際政策研究所指出港口是斯里蘭卡前總理馬欣達·拉賈帕克薩要求興建的，中方只是給予了貸款支持，並沒有參與決策。英國智庫皇家國際事務研究所同樣質疑「債務陷阱」的說法，指該港口的交易是由當地政治動機驅動的，而且中方從未正式擁有該港口。斯里蘭卡的債務危機與中方的貸款無關，而是主要由「當地精英的不當行為和西方主導的金融市場」導致的，而且沒有證據表明中國利用其地位從港口獲得戰略軍事優勢。
位於紐約的研究中心Rhodium Group也指出，中國在債務重新談判上的影響力經常被誇大，他實際上的權力有限。研究顯示談判的有利方通常都是借款人而不是所謂的掠奪性的中國貸方。
澳大利亞國立大學高級講師達倫·林 （Darren Lim） 表示，「債務陷阱外交」的說法從不可信，儘管特朗普政府大力推動了這一說法。
政治學家及研究員張哲新認為，2017年5月舉行的「一帶一路」國際合作高峰論壇上，發展中國家對「一帶一路」倡議展現壓倒性的熱情，這已足以使新殖民主義的指控失效。
全球發展中心在2018年3月發布的一份報告稱，在2001年至2017年期間，中華人民共和國重組或免除了51個債務國的貸款，大多數是一帶一路參與國，而且沒有沒收他們的國有資產。利比里亞前公共工程部長、全球發展中心高級政策研究員摩爾（W. Gyude Moore）表示，「債務陷阱外交」等政治化語言在西方國家，尤其是在美國引起了很大的回響，並且是根深蒂固的概念。他們是在擔心中國崛起會成為全球大國，而不是擔心非洲的現實。這些是西方自己的焦慮，而不是非洲國家的焦慮。他還補充說：「中國一直是大多數非洲國家的積極合作夥伴。」
新加坡南洋理工大學的普拉杜納·比克拉姆·拉娜（Pradumna Bickram Rana）及嵇先白表示，儘管「一帶一路」倡議面臨許多實施問題，但這主要是由於COVID-19的大流行，所謂的債務陷阱外交的講法是不可信的。雖然他們承認各國在償還中方債務方面面臨困難，但他們強調中方願意通過部分債務減免等寬恕政策幫助這些國家重組債務。在11個償還困難的案例中，中國推遲了對負債國家的貸款，其中一個例子是湯加。

#### 另外的批評和意見
與國際貨幣基金組織、世界銀行和巴黎俱樂部等機構相比，中方的貸款被認為是更快、更便宜，而且附帶的條件也更少。但也遭到尤其是來自美國的高度批評，認為這種「無條件貸款（No-strings loans）」最後只會讓腐敗的當地政府受利。另外也有批評者指責中方的貸款讓一些國家借此避免了改革，避開了傳統西方捐助者的審查。也有人認為這是件好事，因為非洲國家及其他窮國將有更多的選擇。經濟學家迪亞哥·赫南德茲指出，中國作為世界新主要貸款人的角色促進了與傳統捐助者之間的競爭，也迫使傳統捐助者停止對接受國提出許多的要求。他發現，中國的援助每增加1%，世界銀行就會將其對市場自由化或經濟透明度等方面的典型要求降低15%。
另外有聲音認為，即使中國沒有真的在實行債務陷阱外交，這種大規模的貸款也存在無法持續的隱憂。美國的AidData研究中心指，1960年代至1990年代，西方國家也曾向發展中國家提供大規模的貸款，然而，當受援國無法開始償還債務時，該戰略就失敗了，民眾的憤怒接踵而至，西方的援助模式因此被徹底改革。AidData研究中心說，到目前為止，數據顯示這種情況雖然並沒有出現，但研究人員擔心這種情況可能會在10或15年內發生變化，屆時中國可能不得不重新考慮其貸款型式的可持續性。
利比里亞前公共工程部長居德·摩爾表示，中國其實就像任何其他貸方一樣，並表示是否接受中國貸款最終是取決於非洲國家自己。
貝爾弗科學與國際事務中心2018年發表的一篇論文提出中國大量貸款背後的三個戰略目標：（1）解決其珍珠鏈戰略困境；（2）在重要的南亞貿易路線上投射力量；（3）破壞以美國為首的地區聯盟對中國的包圍，使中國人民解放軍海軍能夠突破「第二島鏈」。

## 文化建设

#### 国际民间节日
2013年12月16日，佛光山開山宗長星雲大師前往南方絲綢之路雲南大學慶來堂舉行佛學開示《看見夢想的力量》，受星雲大師德慧啟迪，也為傳承和延續古代絲綢之路文化，國際七三學社前主席陳恩田、聯合國原副秘書長冀朝鑄等1216名國際民間學者，提議將每年12月16日設立為“一帶一路”國際日，加之1216與“一帶一路”對應諧音，便於記憶，很快獲得了世界和平絲帶組織支援，經大會決議通過，世界和平絲帶組織於2015年12月16日在北京中國科技會堂舉行新聞發佈會，正式宣佈了這一決定，並啟動一帶一路國際日志願者計畫。

## 教育與研究
「一帶一路」的其中一個主要目標是加強教育交流，意味著學歷互認、學術流動和學生交流、教育政策協調、終身學習和聯合學習項目的發展。為此，習近平在2013年宣布計劃再撥款30,000名上合組織公民獎學金和10,000名「一帶一路」沿線師生獎學金名額。以西安交通大學為中心的絲綢之路高校聯盟旨在通過研究和工程支持「一帶一路」倡議，促進理解和學術交流。
中國各个大學争相成立「一帶一路」學院、研究院、或研究中心，比如：
- 北京第二外國語學院2014年在國內首創中國「一帶一路」戰略研究院。[253]

- 廈門大學於2017年7月批准成立「一帶一路研究院」，充分發揮地處「21世紀海上絲綢之路」核心區的區域優勢。[254]

2017年7月5日，蘭州大學決定將原「絲路經濟帶研究中心」（成立於2014年）拓展為「一帶一路研究中心」。
2018年9月26日，北京師範大學為了貫徹落實習近平總書記在推動「一帶一路」建設工作五週年座談會上的重要講話精神，決定成立「一帶一路學院」。諾貝爾文學獎得主、北京師範大學教授莫言在成立大會上發表了主題演講。
2018年12月22日，中國科學院大學（國科大）與義烏市政府共建「一帶一路研究院」，立足義烏，打造「世界小商品之都」。